# Allodonta maculifer
Allodonta maculifer är en fjärilsart som beskrevs av Matsumura 1925. Allodonta maculifer ingår i släktet Allodonta och familjen tandspinnare. Inga underarter finns listade i Catalogue of Life.